# 奥特斯海姆
奥特尔斯海姆是德国莱茵兰-普法尔茨州的一个市镇。总面积2.74平方公里，总人口365人，其中男性184人，女性181人（2011年12月31日），人口密度133人/平方公里。